# Idiotismo (doença)
Idiotismo (em grego:  Ιντιοτισμς) é um transtorno cognitivo no qual aquele que é acometido com ele tem dificuldade em conseguir relacionar suas próprias ideias com as de outrem.